# جیمز میل
جیمز میل(۶ آوریل ۱۷۷۳–۲۳ ژوئن ۱۸۳۶) (به انگلیسی: James Mill) یک تاریخدان، اقتصاد دان، نظریه‌پرداز سیاسی، و فیلسوف اسکاتلندی بود. او به همراه دیوید ریکاردو اقتصاد کلاسیک را بنیان گذاشت. وی پدر جان استوارت میل، فیلسوف لیبرال است. کتاب تأثیرگذار او «تاریخ هند بریتانیایی» بدگویی کامل و عدم پذیرش فرهنگ و تمدن هند است.

## پیوند به بیرون

Elements of political economy, 1826

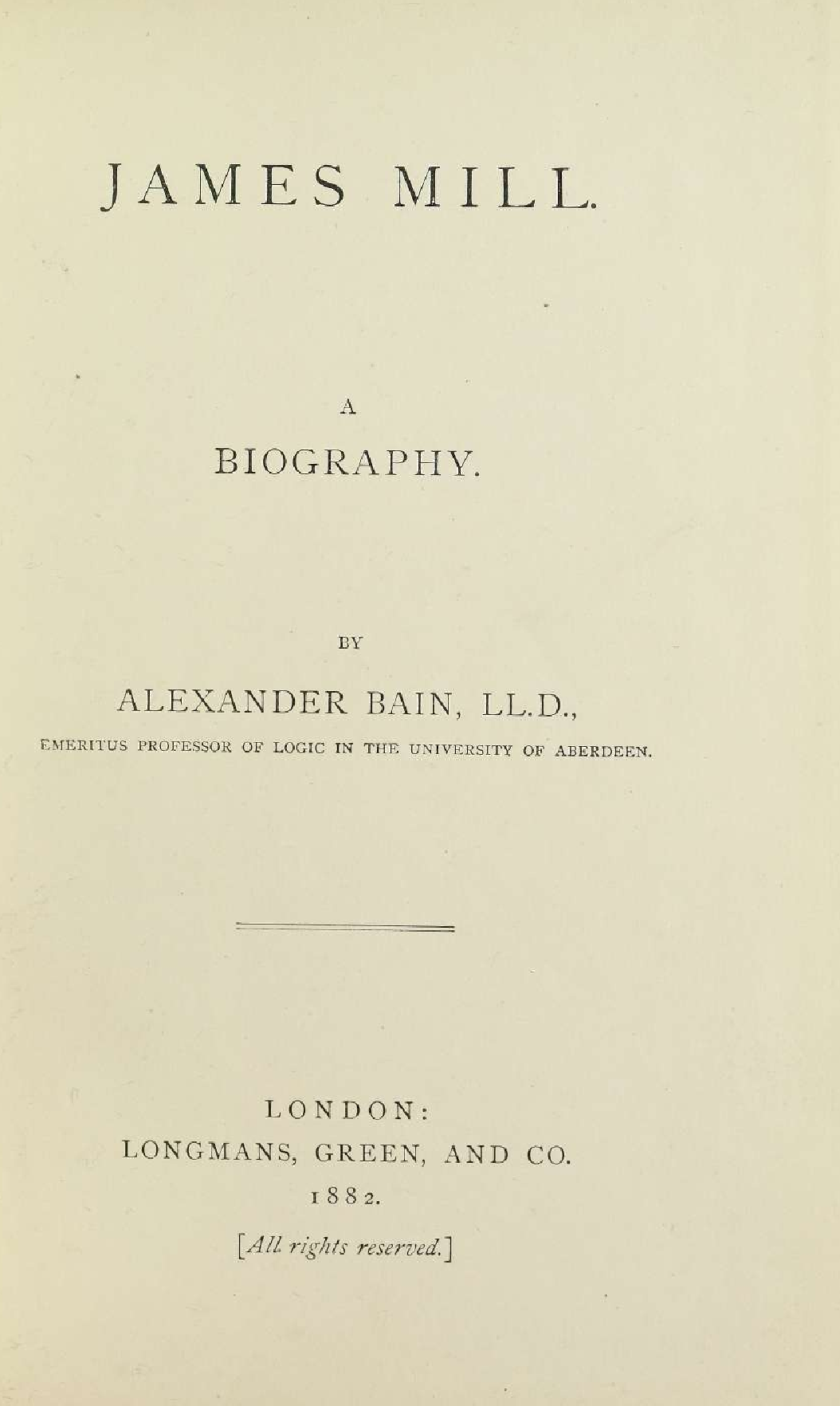
Alexander Bain, James Mill. A biography, 1882